# Poniatów (Wałbrzych)

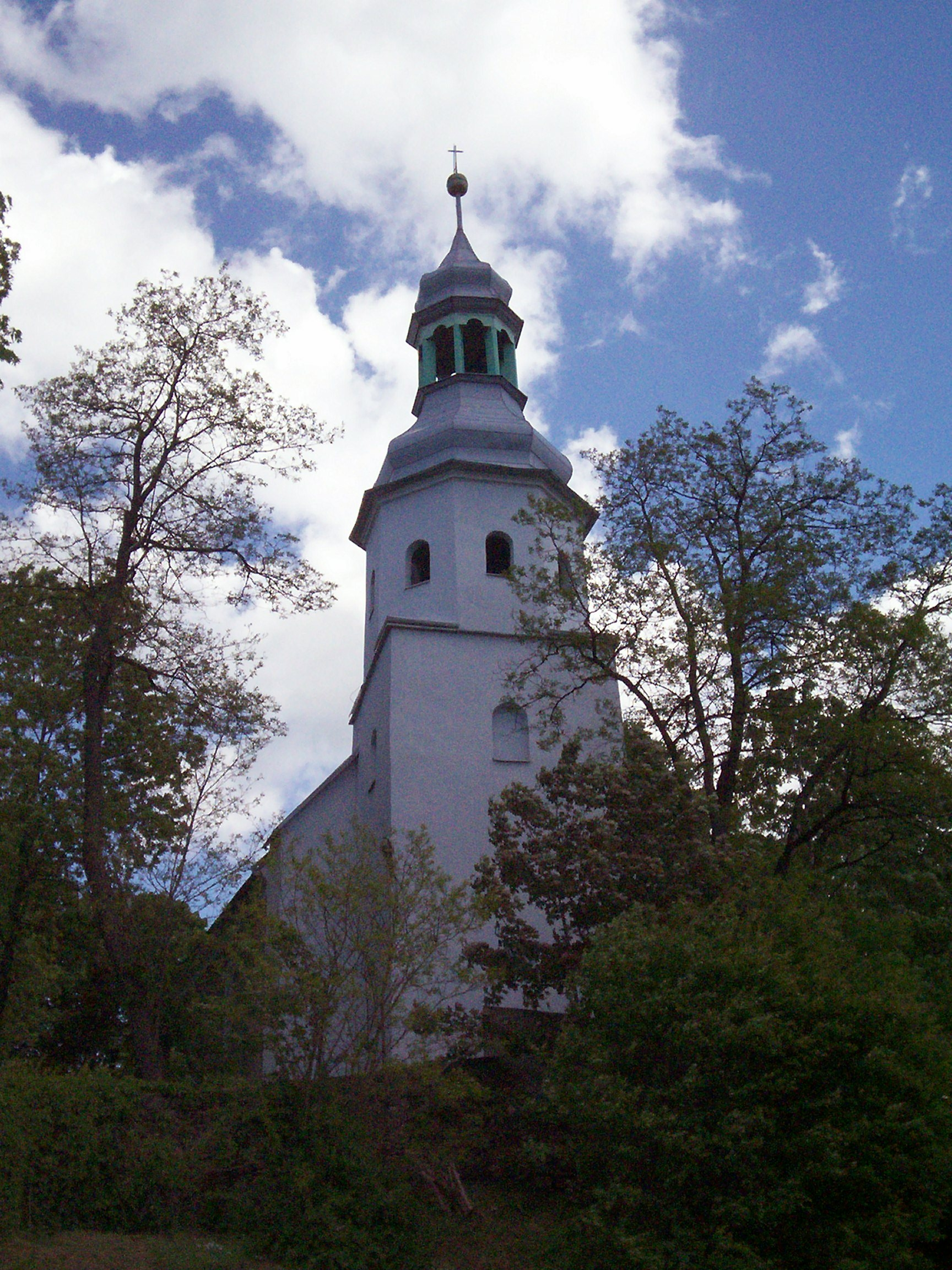
Kościół pw. Serca Pana Jezusa w dzielnicy Poniatów

Poniatów (niem. Seitendorf) – dawna wieś, od 1 stycznia 1951 dzielnica w granicach Wałbrzycha w jego płn.-wsch. części, nad rzeką Poniatówką. Ciągnie się na długości ok. 4 km, na wysokości ok. 385 - 435 m n.p.m..
W latach 1945–54 stanowił gromadę w gminie Szczawienko. 1 stycznia 1951  włączony do Wałbrzycha.
Według danych z Urzędu Miejskiego w Wałbrzychu na 16 kwietnia 2014 roku dzielnicę Poniatów zamieszkuje 2032 osób.

## Historia
Według niepewnych źródeł w 1203 roku książę śląski Henryk I Brodaty oddał we władanie Poniatów opactwu cystersów w Lubiążu. Inna wersja podaje, że wieś została założona na polecenie Brodatego przez kolonistów niemieckich w 1220. Pewne źródła o istnieniu Poniatowa pochodzą z roku 1337. W roku tym, książę Bolko II Mały potwierdził, że wieś leży w obrębie prawa mili Świebodzic. Przyjmuje się, że wieś założył niejaki Sybotho, który otrzymał tę osadę w 1342 roku od księcia Bolka II.

## Właściciele wsi
Właścicielami wsi byli między innymi: w 1367 r. Nicolaus de Ottendorf, w 1368 r. Peter Czedlicz, od 1374 roku właściciel zamku Grodno Reyntsche Schafa (Schoffa), od 1408 roku rodzina von Czettritz.

## Zabytki
Do wojewódzkiego rejestru zabytków wpisany jest gotycki kościół parafialny pw. Najświętszego Serca Pana Jezusa z XIV wieku i później przebudowywany.